# Kościół Wniebowzięcia Najświętszej Marii Panny i klasztor Franciszkanów w Wilnie
Kościół Wniebowzięcia Najświętszej Marii Panny, także: kościół Franciszkanów – kościół położony przy ulicy Trakų g. 9/1 (Trockiej) w Wilnie, tworzy kompleks budowli wraz z klasztorem Franciszkanów. Wybudowany pierwotnie w stylu gotyckim w XIV-XV w. dla zakonu franciszkanów; w XVIII w. przebudowany w stylu barokowym.

## Historia kościoła i klasztoru

### Od XIV do XVIII w.
Franciszkanie przybyli do Wilna jeszcze w czasach pogańskich. Wspomina o nich (oraz o dominikanach) wielki książę litewski Giedymin w 1322 w liście do papieża Jana XXII, w którym prosi go o wsparcie przeciwko Zakonowi Krzyżackiemu. Franciszkanin Andrzej Jastrzębiec z Krakowa został pierwszym biskupem w Wilnie po tym, jak w 1388 dokonał chrztu Litwy; sprawował ten urząd przez dziesięć lat.
Wkrótce po oficjalnym przyjęciu przez Litwę chrześcijaństwa franciszkanie rozpoczęli budowę kościoła i klasztoru poza obwarowaniami miejskimi, przypuszczalnie w okolicach Bramy Trockiej – w miejscu, które zyskało nazwę Piaski. W 1390 niedokończoną budowlę zniszczyli Krzyżacy podczas ataku na Wilno. Po tym franciszkanie postanowili się przenieść w obręb miasta i podjęli na nowo budowę świątyni. Poświęcenie nowego kościoła, zbudowanego w stylu gotyckim jako bazylika, odbyło się w 1421. Franciszkanie wkrótce stali się jednym z najlepiej uposażonych zakonów na Litwie, mając siedem wsi, trzy jeziora i 54 place w mieście. Ich świątynia zaliczała się do najokazalszych w Wilnie.
W 1533 podczas pożaru runęło sklepienie kościoła, a sama budowla doznała poważnych uszkodzeń. W trakcie odbudowy podwyższono sklepienia naw bocznych, tworząc w ten sposób kościół halowy górujący nad okolicą. Jednym z charakterystycznych elementów wspomnianej odbudowy było pojawienie się typowo gotyckich sklepień świątyni (zwłaszcza kryształowych w nawie bocznej od strony południowej). Obok kościoła wybudowana została gotycka dzwonnica.
W 1686 klasztor wileński został wybrany na stolicę nowej, litewskiej prowincji zakonu, gdzie rok później zorganizowano pierwszą kapitułę prowincjalną. W konwencie ulokowano centrum studiów oraz zakonny nowicjat. Ponadto jeden z ojców – Jakub Franciszek Dłuski – założył w klasztorze drukarnię.

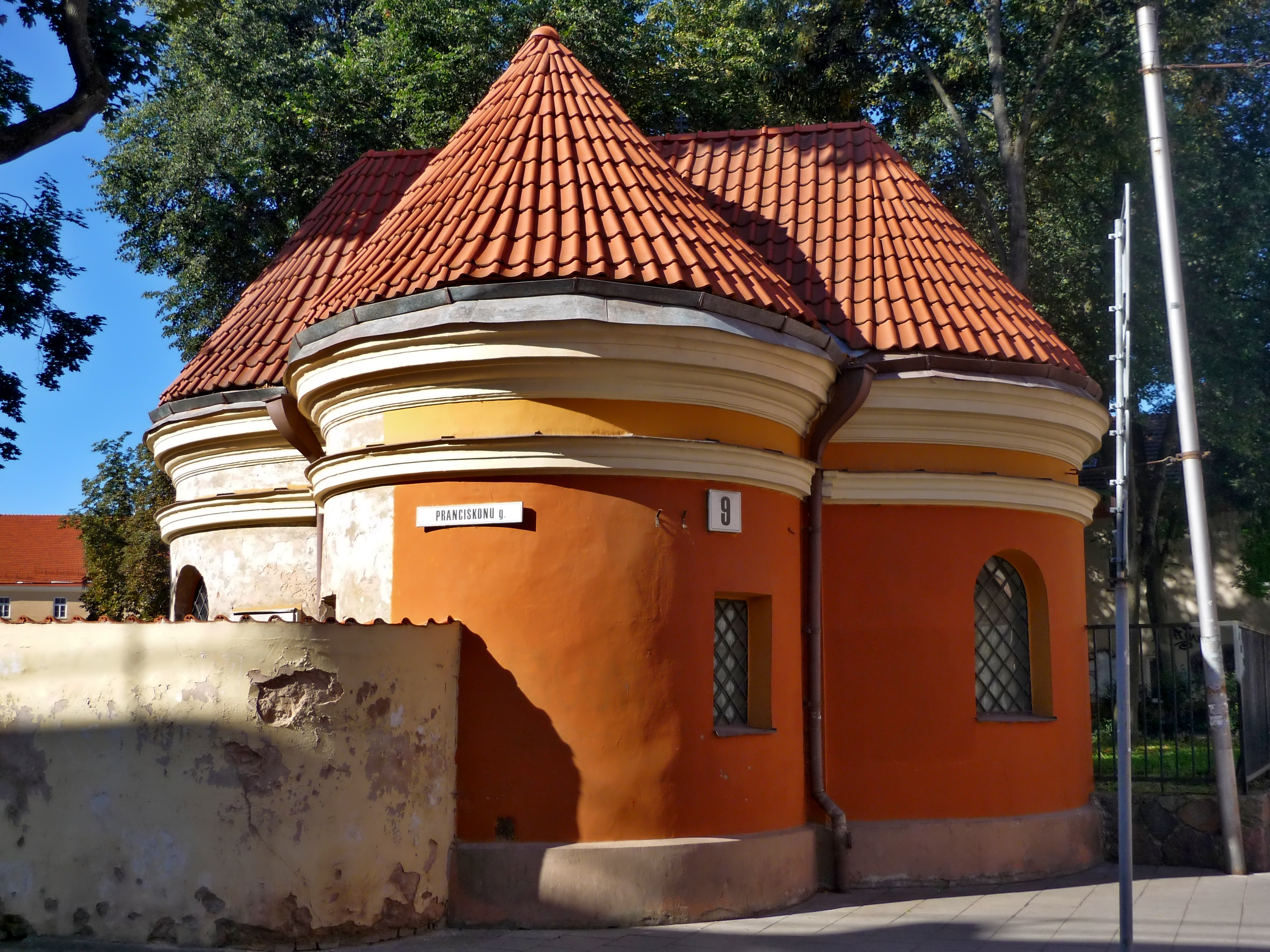
Kaplica Suzinowa z pocz. XVIII w.

W 1708 na terenie dawnego cmentarza przykościelnego od strony ulicy Trockiej Michał Suzin zbudował barokową (zachowaną do dzisiaj) kaplicę cmentarną ku czci franciszkanów i miejscowej ludności, wymordowanych przez Kozaków podczas oblężenia Wilna przez Rosjan w 1655. Niewielka, masywna kapliczka została zaprojektowana na planie krzyża łacińskiego. Na jego dłuższym końcu znajduje się niewielka, barokowa fasada, natomiast ramiona i wezgłowie są zakończone trzema półkolistymi absydami. W 1932 obok kaplicy wzniesiono pomnik Józefa Montwiłła – polskiego bankiera, działacza społecznego i filantropa; autorem rzeźby był Bolesław Bałzukiewicz.
W latach 1737 i 1748 kościół franciszkański zniszczyły kolejne pożary. Został po nich w 1780 odbudowany już jako kościół barokowy według projektu Kazimierza Kamieńskiego. Gotyckie ostrołukowe okna zostały zamurowane, a nawę główną podwyższono – kościół stał się ponownie bazyliką. Gotyckie sklepienie zmieniono na kolebkowe. Górne partie fasady zostały oblicowane porządkiem toskańskim. Okna i gzymsy uzyskały lekko falującą formę. Ściany wewnątrz otynkowano i ozdobiono w stylu rokoko.
Świadectwem gotyckiej przeszłości kościoła pozostały tylko skarpy, uskokowy, ceglany portal i wieżyczka komunikacyjna. Równolegle z przebudową kościoła franciszkanie odbudowywali też klasztor spalony podczas pożaru w 1749, nadając mu klasycystyczny kształt, w jakim przetrwał do dziś. W 1772 w konwencie żyło 53 zakonników.

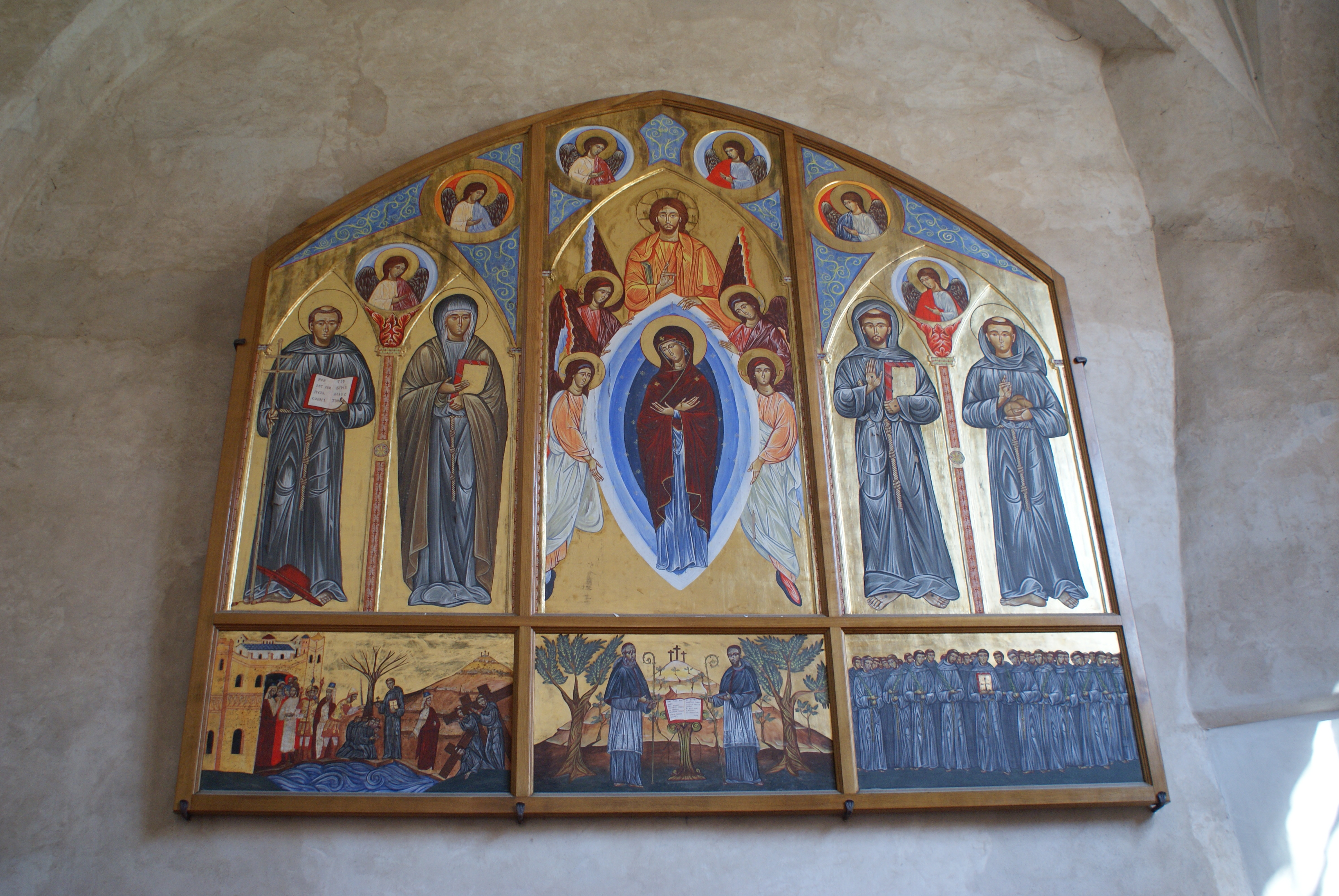
Tryptyk franciszkański w stylu bizantyjskim w prawej nawie kościoła

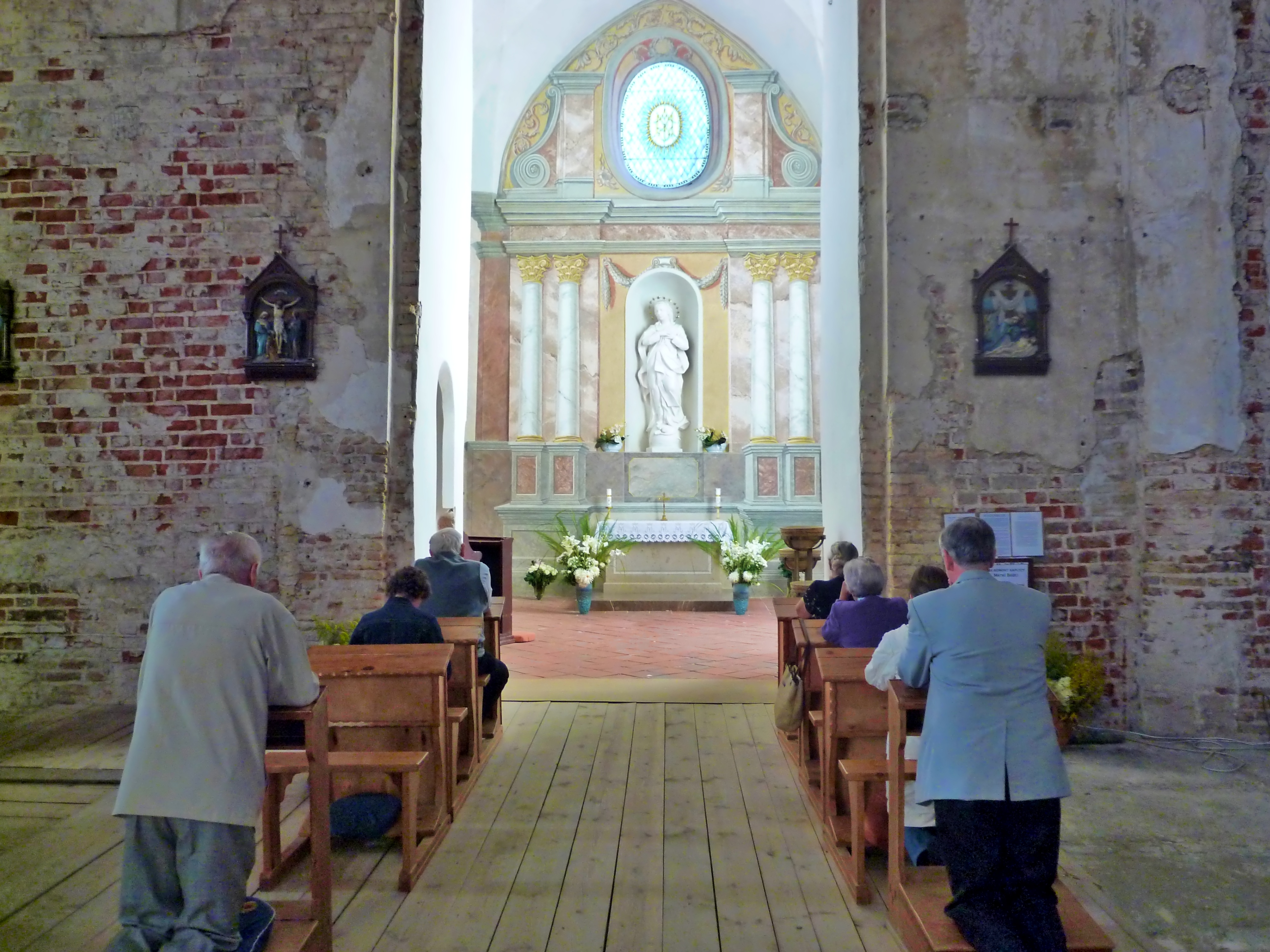
Modlitwa przed figurą Białej Pani

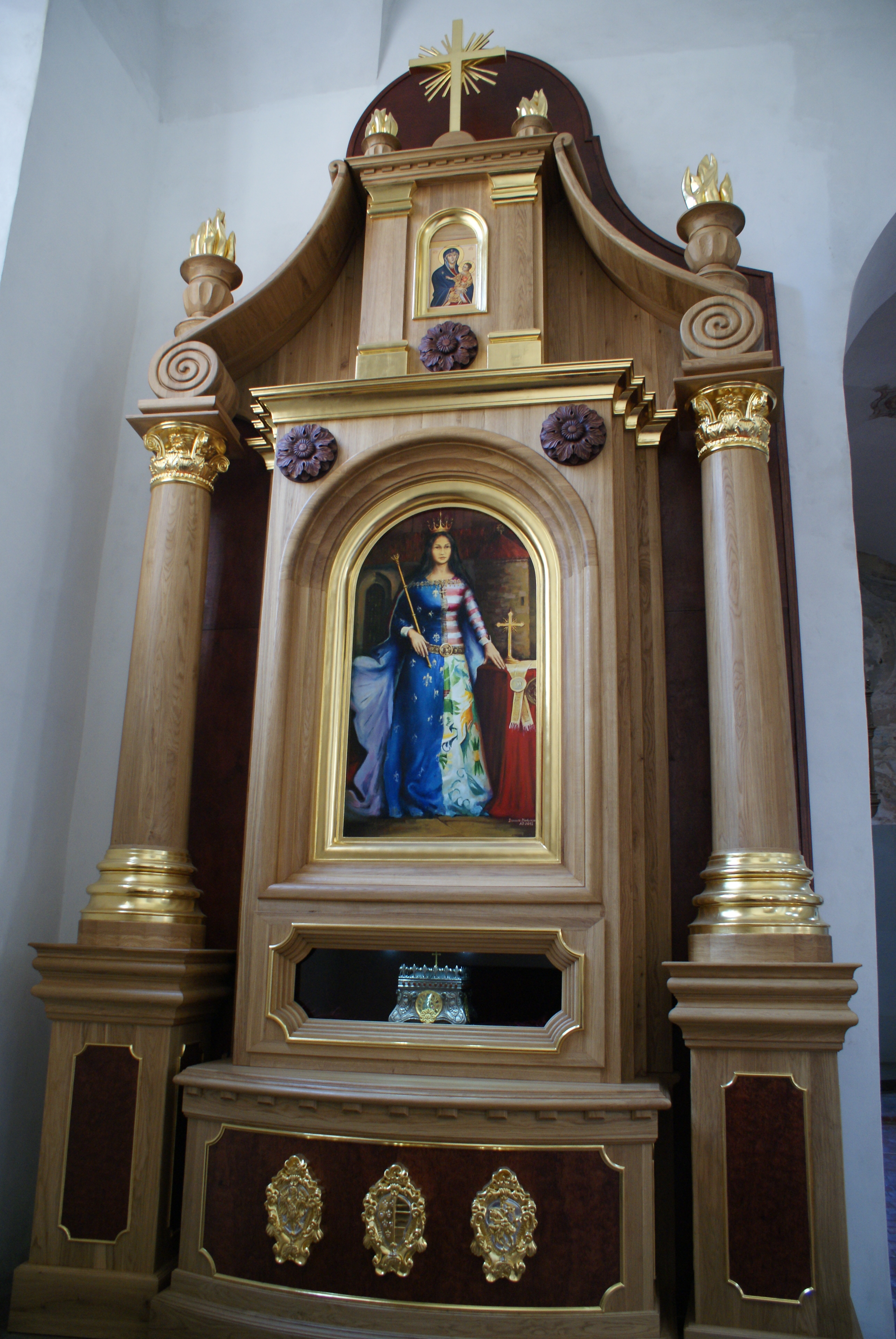
Ołtarz z relikwiami św. Jadwigi Królowej

Prace budowlane przeciągnęły do 1778. Odbudowana w międzyczasie drukarnia zyskała w 1754 tytuł królewskiej, jednakże w 1781 została zamknięta, ponieważ nie przynosiła dochodów.

### Pod zaborami
W 1812 podczas kampanii napoleońskiej kościół został zarekwirowany na potrzeby wojska i stał się magazynem zbożowym.
Podczas procesu filarecko-filomackiego (1823/1824) w murach klasztornych więziono m.in. Jana Czeczota i Kazimierza Piaseckiego.
W 1862, w okresie poprzedzającym wybuch powstania styczniowego, na przykościelnym cmentarzu odbywały się masowe manifestacje patriotyczne. Po stłumieniu powstania w 1864 Murawiow w odwecie zlikwidował zakon i rozkazał zamknąć kościół, który w latach 1872–1876 przebudowano, tworząc wewnątrz kondygnacje, po czym urządzono w nim archiwum państwowe. Bogate wyposażenie uległo zniszczeniu lub rozproszeniu. W 1904 odrestaurowano kaplicę cmentarną.
Nieco wcześniej, w latach 1869–1873, zburzono przykościelną dzwonnicę. Wspomniana późnogotycka dzwonnica z czerwonej cegły charakteryzowała się bogatym wystrojem. Po upadku powstania styczniowego, w ramach intensywnej polityki rusyfikacyjnej, nie tylko zamknięto kościół, ale rozebrano też dzwonnicę do fundamentów włącznie.

### Okres II Rzeczypospolitej
W 1918 po odzyskaniu przez Polskę niepodległości przywrócono kościołowi jego funkcje sakralne i rozpoczęto remont. Formalności dotyczące odzyskania kościoła i klasztoru ciągnęły się przez kilkanaście następnych lat. Franciszkanie powrócili do swojego obiektu w 1934. Ostateczną decyzję, potwierdzającą franciszkańską obecność w tym miejscu, wydał Sąd Najwyższy w Warszawie w orzeczeniu z dnia 28 lutego 1938.

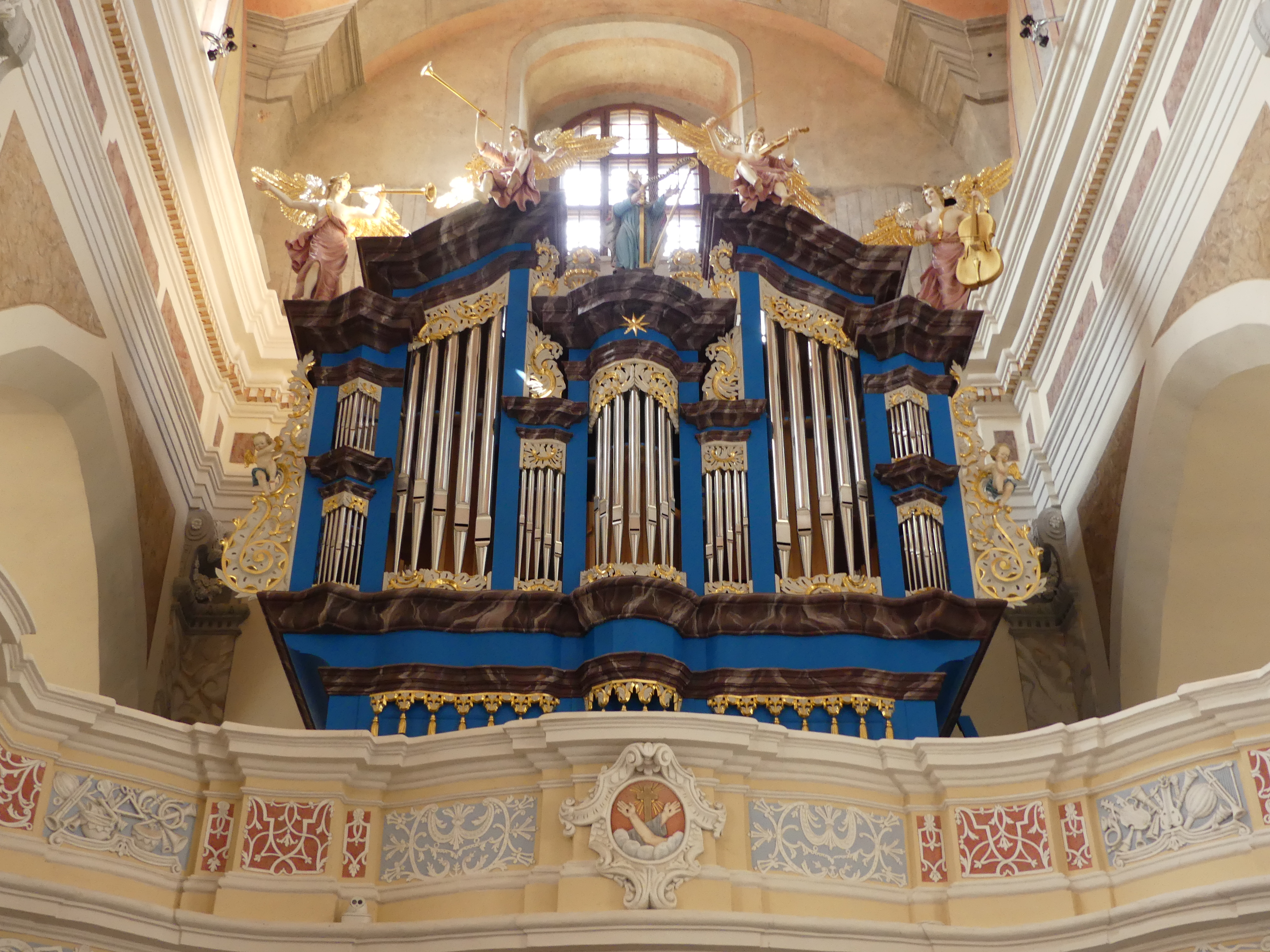
Organy kościoła

W latach 1934–1945 organistą w kościele był Antoni Szuniewicz.
W dniu 24 czerwca 1941 roku w wirydarzu kościoła franciszkanów działacze litewscy rozstrzelali kilkudziesięciu sowieckich jeńców i Żydów. Ciała rozstrzelanych cały dzień leżały w wirydarzu, by mogli je oglądać gapie i zostały usunięte dopiero wieczorem. 

### Okres powojenny
Po 1945 kościół został ponowie zamknięty przez władze komunistyczne. Pełnił on razem z klasztorem rozmaite funkcje, m.in. magazynowe i ulegał przez dziesięciolecia daleko idącej degradacji. Ołtarz główny oraz liczne dzieła sztuki sakralnej przekazano do innych kościołów. W dawnej kaplicy Suzinowej ulokowano sklep z pamiątkami.
W 1990 po upadku ZSRR i odzyskaniu przez Litwę niepodległości rozpoczęto remont zniszczonego kościoła, odsłaniając przy okazji najstarsze, gotyckie elementy jego budowy, m.in. ostrołukowe okna. Podobnych odsłon dokonano także przy okazji remontu klasztoru. W kaplicy cmentarnej znalazł siedzibę ośrodek pomocy społecznej.
Jako jedną z pierwszych odnowiono (w kościele) kaplicę św. Wawrzyńca wraz ze znajdującą się tam figurą Białej Pani. Figura jest nietypowa, gdyż przedstawia Matkę Bożą Brzemienną, patronkę dzieci nienarodzonych i rodzin. Początkowo znajdowała się ona w klasztornej rozmównicy. W 1935 przeniesiono do kościoła i umieszczono w kaplicy św. Wawrzyńca. Dziś jest to miejsce, gdzie wierni chętnie gromadzą się na modlitwie.
31 maja 1992 po wizycie w Wilnie generał zakonu franciszkanów, O. Lanfranco Serrini, wyraził nadzieje, iż możliwy będzie powrót zakonu do Wilna:
Przeżywamy obecnie moment cenny dla przyszłości Zakonu na Litwie. Jestem pewny, że będziemy wspólnie dążyć do przygotowania tej przyszłości w atmosferze braterstwa i szczerości z koniecznym zaangażowaniem i wytrwałością.
W sierpniu 1995 prowincja gdańska franciszkanów kupiła w Wilnie dom, z przeznaczeniem na juniorat zakonny. Dom ten odrestaurowano i zaadaptowano do wymogów życia zakonnego. Może on pomieścić kilkunastu zakonników. W maju 1998 franciszkanie ponownie objęli kościół opieką duszpasterską. Od tej pory nabożeństwa w świątyni są sprawowane w dwóch językach – polskim i litewskim. Pierwszym gwardianem klasztoru i rektorem kościoła został mianowany o. Marek Dettlaff.
21 października 2012 roku kard. Audrys Bačkis (arcybiskup Wilna), abp Luigi Bonazzi (nuncjusz apostolski) oraz bp Rimantas Norvila (ordynariusz wiłkowyski) poświęcili nowy ołtarz i złożone do niego relikwie św. Jadwigi Królowej. Ołtarz znajduje się w dawnej kaplicy Matki Bożej Śnieżnej. Autorem projektu ołtarza i znajdującego się w nim obrazu jest Dariusz Nadzieja.

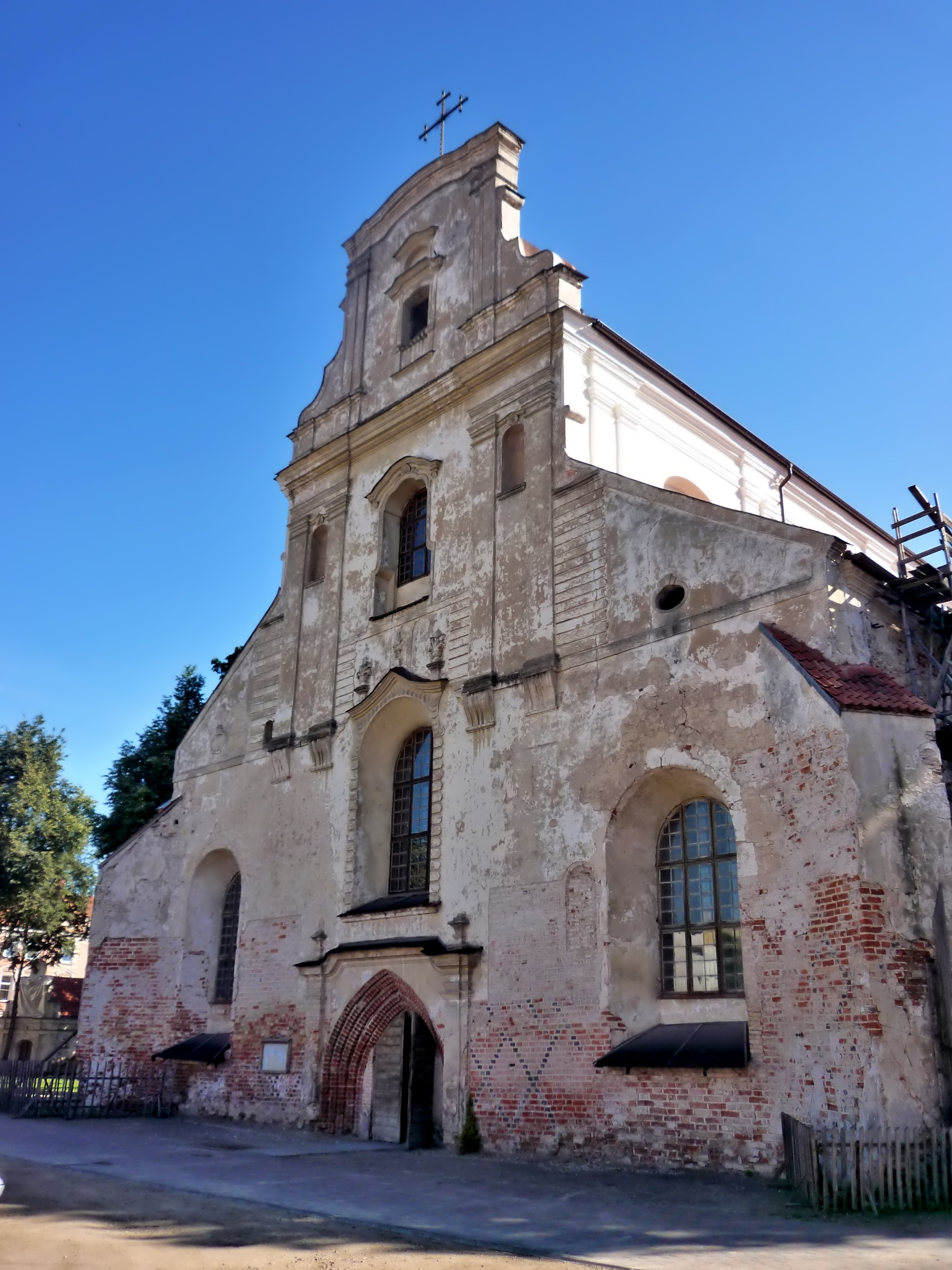
Fasada kościoła franciszkanów (2009)

## Architektura
Kościół franciszkanów jest według wszelkiego prawdopodobieństwa najstarszą czynną świątynią w Wilnie. Dolne partie murów pochodzą z przełomu XIV/XV w. Jest on trójnawową, siedmioprzęsłową bazyliką, najdłuższą ze świątyń wileńskich. Do jej wnętrza prowadzi gotycki, ceglany portal. Przy prezbiterium zachował się system gotyckich skarp. W nawie południowej zachowały się sklepienia kryształowe. Na sklepieniu nawy głównej przetrwały fragmenty późnobarokowych malowideł, których autorem był marianin o. Franciszek Niemirowski.
W kościele, który był jednym z najbardziej zdewastowanych obiektów sakralnych w Wilnie, cały czas trwa żmudna renowacja. Pod koniec 2014 dokonano renowacji balustrady chóru. W połowie 2016 poświęcono nowy witraż dedykowany pierwszym franciszkańskim męczennikom przybyłym do Wilna. W latach 2016-17 odrestaurowano kaplicę św. Iwona. We wrześniu 2019 metropolita wileński Gintaras Grušas konsekrował nowy ołtarz świątyni, dedykowany bł. Michałowi Giedroyciowi, a w 2022 poświęcono organy będące rekonstrukcją instrumentu, który znajdował się w świątyni w drugiej połowie XVIII w. W latach 2013-2023 odnowiono XVIII wieczne polichromie autorstwa br. Franciszka Niemirowskiego znajdujące się na sześciu przęsłach sklepienia. Przedstawiają one 22 obrazy z życia św. Antoniego z Padwy. 